# José Antonio Pérez Tapias
José Antonio Pérez Tapias (Sevilla, 3 de junio de 1955) es un político español y profesor universitario. Hasta mayo de 2022 ocupaba el cargo de decano de la Facultad de Filosofía y Letras de la Universidad de Granada.

## Biografía

### Orígenes y estudios
Aunque nació en Sevilla, lleva la mayor parte de su vida en la ciudad de Granada, donde reside actualmente. Obtuvo la licenciatura en Ciencias Eclesiásticas (Teología) por la Facultad de Teología de Granada en 1978 y la licenciatura en Filosofía y Letras por la Universidad de Granada en el año 1981. Sus primeras clases las impartió en 1982, siendo actualmente profesor titular de universidad con docencia relacionada con la Antropología, Filosofía y crítica de la cultura y Filosofía de la historia. Se doctoró en Filosofía por la Universidad de Granada en 1990 con una tesis titulada El pensamiento humanista de Erich Fromm. Crítica y utopía desde Marx y Freud. Desde 2013 es decano de la Facultad, habiendo sucedido a Francisco Manjón Pozas. En la actualidad ejerce como profesor Catedrático de Filosofía en la Facultad de Filosofía de la Universidad de Granada, habiendo cumplido el máximo período permitido como decano de dicha Facultad.

### Militancia política
Pérez Tapias fue militante del Partido Socialista Obrero Español desde 1993, fue portavoz de la corriente de opinión Izquierda Socialista. También está afiliado a la Unión General de Trabajadores (UGT). Fue secretario de organización socialista de la agrupación Granada Norte y miembro de la anterior ejecutiva municipal del PSOE de Granada.
Desempeñó el cargo de Delegado de Cultura de la Junta de Andalucía en la provincia de Granada desde 18 de mayo de 2004 hasta el 11 de diciembre de 2006, fecha en la que renunció para ocupar el escaño por Granada en el Congreso de los Diputados que dejaba libre su compañero Rafael Estrella Pedrola, tras la designación de éste como Embajador de España en Argentina. 
Además de ser miembro de diversas Comisiones del Congreso de los Diputados (Constitucional, Cooperación al desarrollo, Defensa y Cultura), fue miembro de la delegación española a la Asamblea Parlamentaria de la Organización para la Seguridad y Cooperación en Europa (OSCE) (2007-2011). Al terminar IX Legislatura abandonó el parlamento para centrarse en sus labores como profesor universitario. 
Sin embargo, el 31 de mayo de 2014 anunció su participación como candidato en el congreso extraordinario que celebró el PSOE a mediados del mes de julio para elegir al nuevo secretario general y líder del partido. En el Congreso Federal Extraordinario del PSOE en julio de 2014 fue elegido miembro del Comité Federal. El 22 de noviembre de 2014 presentó su dimisión como portavoz y cabeza visible de Izquierda Socialista en la reunión de la coordinadora federal de la corriente.
En su libro de 2017 La insoportable contradicción de una democracia cínica deja un panorama desolador para el europeísmo y la socialdemocracia. El proyecto político la Unión Europea estaría muerto y lo único la mantiene es el euro. Considera que a Pedro Sánchez se le ha sacrificado en lo que no solo ha sido una operación interna dentro de los conflictos de poder que puedan darse en el PSOE, sino que también se ha tratado de una operación de Estado. No interesaba un PSOE que hiciera ese viraje hacia la izquierda, que pudiera entrar en alianza con Podemos y pudiera poner en cuestión ciertas políticas, incluso ciertas posiciones en el seno de la Unión Europea. Para Pérez Tapias el poder económico y el capital tienden al monopolio, y lo único que puede frenar esa deriva es una democracia de verdad.
En enero de 2018 anunció su baja del PSOE y en marzo de ese mismo año registró su propia plataforma política, junto con otros veteranos militantes socialistas: "Socialismo y República". Si bien afirmó querer con esta nueva iniciativa "abrir el campo más allá de las personas de la órbita socialista con un proyecto abierto a la izquierda en general”, los estatutos de la nueva organización prohibían a la misma presentarse como partido político a unas elecciones.

## Docencia
Desde 2013 es decano de la Facultad, habiendo sucedido a Francisco Manjón Pozas. La docencia de Pérez Tapias se ha centrado fundamentalmente en las materias de Antropología Filosófica, Filosofía de la Historia y Filosofía de la Cultura. Desde esos campos, su investigación se ha volcado en la crisis del pensamiento utópico en la postmodernidad, en temas relacionados con la problemática educativa contemporánea, en cuestiones relativas al diálogo intercultural y a nuevas formas de ciudadanía en el actual contexto de globalización y en temáticas sociales y económicas desde la filosofía política.
Ha realizado investigaciones monográficas sobre autores vinculados a la Escuela de Frankfurt como Erich Fromm, Jürgen Habermas o Karl-Otto Apel, y sobre pensadores de la como Paul Ricoeur, Hans-Georg Gadamer o Emmanuel Lévinas.
También ha dirigido tesis doctorales sobre Hans Jonas, Albert Camus, Rousseau y Franz Hinmkelammert. En la actualidad dirige investigaciones sobre la filosofía de Deleuze, el pensamiento latinoamericano de la liberación y sobre interculturalidad y metafísica.
Así mismo, ha dado conferencias e impartido cursos en diferentes universidades españolas, así como en universidades extranjeras, como la Universidad Michoacana de Morelia (México), Universidad Intercontinental(Ciudad de México), Universidad Nacional Autónoma de México,Universidad Iberoamericana, también en Ciudad de México , e Instituto de Humanidades y CC. Sociales del Tecnológico de Monterrey. También en la Universidad de Córdoba,Universidad de Río Cuarto y Universidad de Buenos Aires (Argentina), y Universidad del Mar (Chile).

## Libros
- 1995 - Filosofía y crítica de la cultura. Ed. Trotta, Madrid, 1995 (2.ª ed. en 2000)
- 1996 - Claves humanistas para una educación democrática. Ed. Anaya, Madrid, 1996 (2.ª ed. en 2000)
- 2002 - Educación democrática y ciudadanía intercultural, Cambios educativos en época de globalización. Publicaciones del Congreso Internacional de Educación, Córdoba (Argentina), 2002.
- 2003 - Internautas y náufragos, La búsqueda del sentido en la cultura digital. Ed. Trotta, Madrid, 2003.
- 2006 - El riesgo de opinar, Apuestas por la izquierda. Editorial Universidad de Granada, 2006.
- 2007 - Del bienestar a la justicia, Aportaciones para una ciudadanía intercultural. Ed. Trotta, Madrid, 2007.
- 2008 - Argumentos contra la antipolíticaEd. Universidad de Granada, 2008.
- 2010 - La izquierda que se busca. Ed. Universidad de Granada, 2010.
- 2012 - El hilo extraviado, Piezas de socialdemocracia fragmentada.Ed. Els Llums, Barcelona, 2012.
- 2013 - Invitación al federalismo: España y las razones para un Estado plurinacional. Ed. Trotta, Madrid, 2013.
- 2015 - Por un socialismo republicano. Ed. Universidad de Granada, 2015.
- 2017 - La insoportable contradicción de una democracia cínica

En colaboración con otros autores:
- 1994 - Discurso y realidad. En debate con K.O. Apel, Ed. Trotta, Madrid, 1994.
- 1996 - ¿Para qué filosofía?, Editorial Universidad de Granada, 1996.
- 2004 - El legado de Gadamer, Editorial Universidad de Granada, 2004.
- 2007 - Globalización, posmodernidad y educación, Ed. Akal, Madrid, 2007.
- 2011 - Filosofía de la cultura. Reflexiones contemporáneas, Ed. Porrúa, México, 2011.

## Vida privada
Pérez Tapias suele practicar senderismo por la cara norte de Sierra Nevada o la de Baza. Se declara seguidor del Granada Club de Fútbol y del Real Betis Balompié. Además está casado y tiene dos hijos.